# Сільванський Микола Михайлович
Микола Михайлович Сільванський (9 березня 1878, м. Куп'янськ — †?) — полковник Армії УНР.

## Життєпис
Народився у м. Куп'янськ. Станом на 1 січня 1910 р. — поручик 15-го піхотного Шліссельбурзького полку (Рєпнінський штаб, Польща), у складі якого брав участь у Першій світовій війні. З 1917 р. — полковник, командир 14-го піхотного Олонецького полку.
З 2 червня 1918 р. командир 3-го Гайдамацького полку Окремої Запорізької дивізії Армії Української Держави. З 17 листопада 1918 р. — начальник Республіканської дивізії військ Директорії.
У ніч з 21 на 22 січня 1919 р. був заарештований разом з П. Болбочаном, командувачем Лівобережного фронту Дієвої армії УНР. Невдовзі був звільнений та виїхав на Дон. У 1919 р. служив у Збройних Силах Півдня Росії, з рештками яких на початку 1920 р. відступив з району Одеси до Польщі. У червні 1920 р. перейшов до складу Армії УНР. У 1921 р. — в. о. командира 3-го збірного куреня 2-ї Волинської стрілецької дивізії Армії УНР.
Подальша доля невідома.